# Lucy Carpenter
Lucy Jane Carpenter (née le 21 octobre 1969) est une chimiste britannique. En 2015, elle est lauréate du Prix Rosalind Franklin pour « ses réalisations scientifiques, son rôle de modèle et sa proposition de projet pour promouvoir les femmes dans les STIM ».

## Formation
Lucy Carpenter obtient un Bachelor of Science (BSc) en chimie de l'université de Bristol en 1991, suivi d'un doctorat en chimie atmosphérique de l'université d'East Anglia avec une thèse supervisée par Stuart Penkett : Measurements of peroxy radicals in clean and polluted atmospheres.

## Carrière et recherches
Lucy Carpenter est la cofondatrice du groupe de chimie atmosphérique de l'université d'York, aujourd'hui le plus grand du Royaume-Uni (Wolfson Atmospheric Chemistry Laboratories), où elle est professeure.
Son groupe de recherche étudie l'interaction complexe entre les océans et l'atmosphère, en particulier la chimie des halogènes réactifs, du carbone organique et de l'azote réactif. Ses travaux sur les halogènes océaniques et atmosphériques ont établi cette chimie comme une composante importante du cycle de l'ozone troposphérique et utilisent la chromatographie en phase gazeuse et la spectrométrie de masse.
Lucy Carpenter participe à l'établissement de l'Observatoire de l'atmosphère du Cap-Vert, l'une des quelques dizaines de stations de l'Organisation météorologique mondiale (OMM) qui surveillent le climat et la qualité de l'air sur de longues périodes. Les recherches de son groupe ont été intégrées aux conclusions des évaluations scientifiques de l'OMM/Programme des Nations Unies pour l'environnement sur l'appauvrissement de la couche d'ozone, dont elle a été l'une des principales auteures en 2014 et 2018.

## Reconnaissance
- Prix Philip-Leverhulme, 'Earth Ocean and Atmospheric Sciences', 2006[5].
- Prix Rosalind-Franklin de la Royal Society, 2015[6],[7].
- Prix Tilden (en), 2017[8],[9],[10].
- Élue Fellow of the Royal Society en 2019.

## Publications
Lucy Carpenter est l'auteure de nombreux articles de recherches, dont :
- Halogens and their role in polar boundary-layer ozone depletion, WR Simpson, R Glasow, LJ Carpenter  &all, Atmospheric Chemistry and Physics 7 (16), 4375-4418
- Short‐lived alkyl iodides and bromides at Mace Head, Ireland: Links to biogenic sources and halogen oxide production, LJ Carpenter, WT Sturges, SA Penkett, &all, Journal of Geophysical Research: Atmospheres 104 (D1), 1679-1689
- Extensive halogen-mediated ozone destruction over the tropical Atlantic Ocean, KA Read, AS Mahajan, LJ Carpenter, &all, Nature 453 (7199), 1232-1235
- Iodide accumulation provides kelp with an inorganic antioxidant impacting atmospheric chemistry, FC Küpper, LJ Carpenter, GB McFiggans, &all, Proceedings of the National Academy of Sciences 105 (19), 6954-6958